# Nedelcu, Brăila
Nedelcu este un sat în comuna Mărașu din județul Brăila, Muntenia, România.
La ultimele recensăminte, populația localității a fost zero.